# Рада (альманах)
«Рада» — украинский литературно-научный альманах в двух частях (1883, 1884), издававшийся в Киеве М. П. Старицким.
М. Старицкий планировал превратить его в ежемесячный журнал. Однако, ему удалось издать только два выпуска альманаха, из которых первый вышел в 1883 году, а второй — в 1884 году.
Основу изданий составляли произведения демократических писателей — поэзия М. Старицкого и его пьеса «Не суждено», две части повести «Гулящая» и два рассказа из серии «Как ведётся, так и живётся» Панаса Мирного, повесть И. Нечуя-Левицкого «Микола Джеря», рассказ И. Карпенко-Карого (И. К. Тобилевича) «Новобранец», А. Конощенко «Дед», произведения Я. Щоголева, Н. Садовского, Олены Пчилки, Б. Гринченко, Ганны Барвинок, П. Кулиша, Д. Мордовцева и других.
В альманахе «Рада» была помещена публицистическая статья В. Василенко «О земледельческом союзе», которая показала нищету и социальное неравенство в украинском селе.
М. Комаров выступил с первым библиографическим итогом развития украинской литературы на восточно-украинских землях — «Показчик. Библиографический указатель новой украинской литературы», который охватывал период с 1798 по 1883 год.
В истории украинской литературы этот альманах сыграл значительную роль.